# 黎明傾情迴響音樂會
黎明傾情迴響音樂會是香港歌手黎明的個人音樂會，由叱咤903及義務工作發展局主辦，和記電訊贊助，音樂會於1996年10月5日晚上8時在香港體育館（紅磡體育館）舉行，只演1場。

## 背景
《黎明傾情迴響音樂會》是「叱吒萬人幫」的壓軸活動，「叱吒萬人幫」是香港商業電台舉辦的活動，黎明應邀擔任該年度的「幫主」，曾出席多項義工活動及探訪，包括於1996年8月應邀到扶康會成人訓練中心擔任義工，參與抹窗和翻新牆壁等工作，其後於1996年10月5日舉行這個音樂會，音樂會的所有門票收益全數撥捐義務工作基金，用於推動和發展義務工作。

## 製作
《黎明傾情迴響音樂會》在紅磡體育館舉行，可容納萬多名觀眾，舞台佈景由奚仲文負責，演出場地的中央位置是個純白色的小型舞台，舞台四周則鋪滿草皮，而上空則以兩朵白雲作佈景。音樂會由歌唱組合Dry擔任特別嘉賓，黎明共演唱了二十多首歌曲，他在演出時穿着的4套服裝全部由Jonathan Chan設計，包括外套、恤衫、西褲等，以半賣半送形式給黎明，其中2套服裝在音樂會舉行期間即場拍賣，收益用於發展義務工作。除了演唱環節外，音樂會亦設有遊戲環節，由主持人蘭茜安排觀眾即場以流動電話致電給黎明傾談。

## 反響
傳媒認為此音樂會的舞台佈置令人耳目一新，並指現場觀眾的反應甚為熱烈，在音樂會開場前爭相向前來捧場的藝人李嘉欣索取簽名和合照；在音樂會開場後則高舉螢光棒為黎明打氣。黎明將當晚穿過的2套服裝拍賣，其中一套恤衫及牛仔褲以2萬元港幣成交，而另一套三件頭西裝引起現場觀眾爭相搶購，結果以5萬元港幣成交。音樂會在晚上10時30分結束後，有觀眾在紅磡體育館的後台等待黎明，黎明到達主辦單位安排的宵夜地點時，也有不少歌迷包圍場地入口，情況混亂。